# Soft and Wet
«Soft and Wet» es una canción interpretada por el músico estadounidense Prince. Publicado como su primer sencillo el 7 de junio de 1978 para su álbum debut, For You. La canción contiene baterías, guitarra bajo y sintetizadores. Las letras fueron coescritas junto con Chris Moon, productor que descubrió a Prince en Mineápolis. La canción fue publicado solamente en Barbados, Sudáfrica y los Estados Unidos por Warner Bros. Records. La canción alcanzó el puesto #92 en el Billboard Hot 100 el 25 de noviembre de 1978.

## Otras versiones
- La cantante estadounidense N'Dambi versionó la canción para su álbum de 2005, A Weird Kind of Wonderful.[2]

### Sampling
- 1990: El rapero estadounidense MC Hammer uso la melodía de la canción para «She's Soft and Wet», del álbum Please Hammer Don't Hurt 'Em.[3]

## Uso en la cultura popular
- En una escena de la película de 2000, El protegido, escrita y dirigida por M. Night Shyamalan, el personaje de Robin Wright, Audrey, menciona a su esposo, David (Bruce Willis), que su canción favorita es «Soft and Wet».[4]
- En JoJolion, la octava parte del manga de JoJo's Bizarre Adventure, «Soft & Wet» es el nombre del Stand del protagonista principal Josuke Higashikata y su predecesor Josefumi Kujo.[5]

## Posicionamiento
| Gráfica (1978)                                   | Pico de posición |
| ------------------------------------------------ | ---------------- |
| Estados Unidos (Billboard Hot 100)               | 92               |
| Estados Unidos (Billboard Hot R&B/Hip-Hop Songs) | 12               |